# Kwaito
Kwaito är en musikstil som såg dagens ljus i Johannesburg under 1990-talet. Stilen kännetecknas av house-musikens komp men i ett lägre tempo, rap och att mycket av texterna är på zulu eller xhosa. Ett av de mest kända kwaitobanden är Bongo Maffin med sin stora hit Mari ye Phepa.